# Chamaedorea deckeriana
Chamaedorea deckeriana là loài thực vật có hoa thuộc họ Arecaceae. Loài này được (Klotzsch) Hemsl. mô tả khoa học đầu tiên năm 1885.

## Hình ảnh

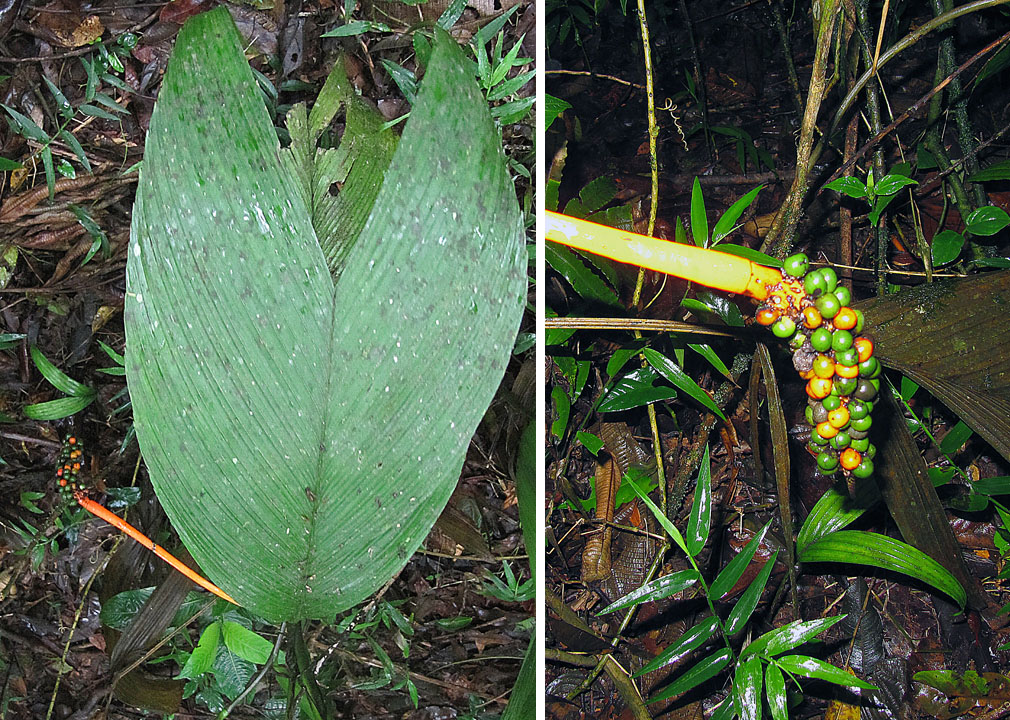